# かもめインターネット
かもめインターネットは1996年に神奈川県の地域プロバイダとしてスタートしたインターネットサービスプロバイダ（ISP）である。
主なサービスはインターネット接続サービスと、固定IPアドレスを付与した接続サービスの2通りとなる。
特定のサイト・プロトコルの制限や、通信総量の制限が無いことが最大の特徴である。
また複数個の固定IPアドレス接続サービスを低価格で利用できる。

## 主要サービス
- インターネット接続サービス（動的IPアドレス）
  - メールアドレス
  - 固定IPアドレス1個（有料オプション）
- 固定IPアドレスサービス
  - 固定IPアドレス8個
  - 固定IPアドレス16個

## 加盟団体
- 一般社団法人日本インターネットプロバイダー協会（JAIPA）

## 沿革
- 1996年 6月 株式会社アドバンス　ISP事業部にてサービススタート
- 2000年 4月 株式会社ネットフォレストにて運営を開始（株式会社アドバンスより分社・独立）
- 2004年 3月 インターネット接続サービス「安全・安心マーク」を取得
- 2009年 10月 サービス提供エリアを全国へ拡大